# 防水电视
防水电视，是具有防水功能的电视，乃专为浴室、浴场、洗手台、桑拿房、游泳池等潮湿环境而设计的新一代电视产品。
防水电视最突出的功能是防水功能。防水电视的出现扩大了电视的安装环境，一般电视只能安装于客厅、卧室，而防水电视的安装则进入了浴室、泳池等潮湿环境，人们观看电视的场所因而有了更多选择。
防水电视通过内部印刷電路板防水处理、外部机壳材料防水、防水结构设计、进出口插线防水、遥控器防水设计、防水电源等处理，达到了电视的防水安全。